# Одиссей и Навсикая (картина Розы)
«Одиссей и Навсикая» («Улисс и Навзикая») — картина итальянского художника Сальватора Розы из собрания Государственного Эрмитажа, вариант картины хранится в Музее искусств округа Лос-Анджелес.
Картина иллюстрирует эпизод из «Одиссеи» Гомера (VI, 12–322): потерпевший кораблекрушение Одиссей на берегу встречает  дочь царя Алкиноя и царицы Ареты Навсикаю со служанками. Навсикая даёт ему одежду и, накормив, ведёт за собой в город, в царский дворец…
Картина датируется 1663—1664 годами. В 1868 году переведена на новый холст реставратором Сидоровым. Выставляется в здании Нового Эрмитажа в зале 238 (Большой итальянский просвет).

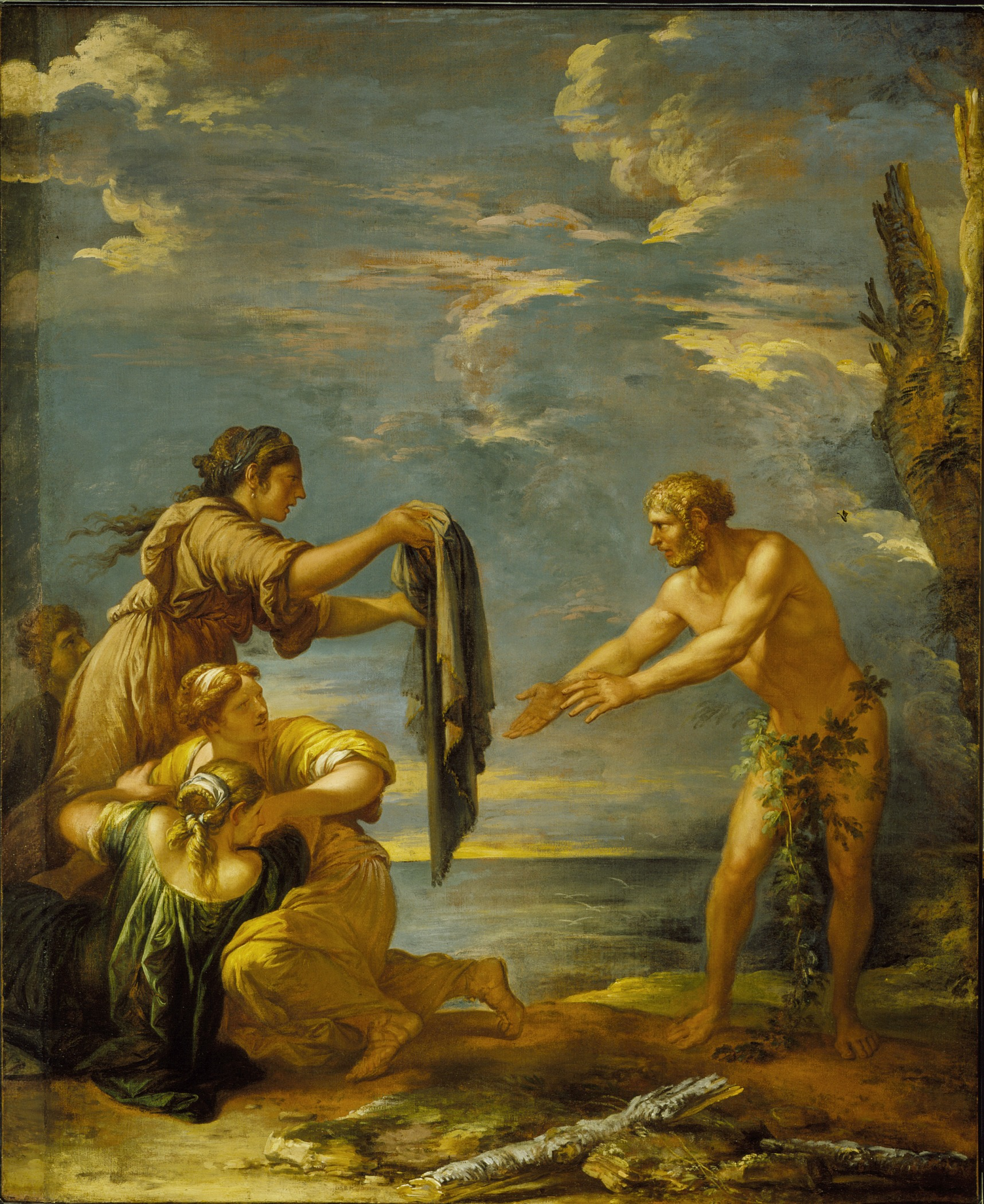
Вариант картины из собрания Музея искусств округа Лос-Анджелес. Ок. 1655 г. Холст, масло, 161,3 x 127 см

В Музее искусств округа Лос-Анджелес находится другой вариант этой картины, несколько меньших размеров (161,3 x 127 см), датируемый около 1655 года и поступивший туда из коллекции Уильяма Рэндольфа Херста. В Эрмитаже эту картину считают авторским повторением, а музейную датировку — ошибочной.
В Эрмитаже картина считается бесспорной работой Сальватора Розы. Однако некоторые исследователи не признают его авторства. Сомнения в подлинности картины высказывал Петторелли, видевший картину только на фотографиях. В свою очередь Фосс, лично видевший картину, включил её в список собственноручных произведений Розы. Салерно в 1963 году назвал полотно из Лос-Анджелеса копией эрмитажной картины работы неизвестного художника, но в 1975 году изменил своё мнение на  прямо противоположное. В 1979 году во время проходившей в Эрмитаже выставке «Картины итальянских мастеров из музеев США» был проведён сравнительный анализ обеих полотен и все убедились, что эрмитажная картина превосходит картину из Лос-Анджелеса. Рентгенографическое исследование подтвердило идентичность живописной манеры эрмитажного варианта «Одиссея и Навсикаи» с другой работой Розы, сомнений в авторстве которой никогда не возникало, — «Демокрит и Протагор».
Салерно в своей книге 1963 года цитирует фрагмент из рукописи Гецци, где упоминается «un quadro grande bisalto con una Istoria di Ulisse di Salvator Rosa» («большая картина двойной высоты с историей Улисса Сальватора Розы»), находившаяся в собственности графини Ночети в Риме в 1704. Он предположил, что упомянутую Гецци картину можно идентифицировать с полотном, приведенным в книге леди Морган и принадлежавшим тогда семье д’Аркур в Нюнхем Картни, Оксфордшир, а ныне находящимся в Музее искусств округа Лос-Анджелес. Но употреблённое Гецци определение «bisalto» гораздо больше подходит вытянутой в высоту картине Эрмитажа, нежели варианту из Лос-Анджелеса, и в Эрмитаже считают что упоминание в книге леди Морган скорее всего относится к их варианту.
Долгое время в Эрмитаже ошибочно считалось, что другая картина Розы «Демокрит и Протагор» составляет с этой картиной пару, поскольку они обе имеют сходные размеры и якобы происходят из собрания Уолпола. Но в результате исследований Артемьевой установлено что картина «Одиссей и Навзикая» происходит из другой британской коллекции — в первом рукописном каталоге Эрмитажа, начатом в 1773 году, отмечено что она принадлежала шотландцу Джону Удни и была куплена в 1779 году.